# リトル・ビッグ
リトル・ビッグ（Little Big）は、2013年に結成されたロシア・サンクトペテルブルク出身のレイブバンドである。イリヤ・プルシーキン、セルゲイ・ゴック・マカロヴ、ソーニャ・タユルスカヤ 、アントン・リッソヴ により構成されている。元メンバーにアンナ・カストゥ、オリンピア・イヴレヴァがいる。

## 来歴
イリヤ・プルシーキンとアリーナ・パソク（ミュージックビデオの監督）によって結成され、2013年4月1日に最初のビデオ「Every Day I'm Drinking」をリリース。同年7月2日にクラブA2で初めて公の場に姿を現し、ダイ・アンドワードのライブのオープニングを務めた。以降、ヨーロッパ、ロシア、北米をツアーしている。
2015年12月19日、セカンド・アルバム「Funeral Rave」をリリース。同年の第52週のロシアのiTunesチャートでは8位だった。
2018年4月にオリンピア・イヴレヴァが脱退。
同年10月5日、ビデオ「Skibidi」をリリース。2018年版のマカレナに少し江南スタイルを加えたような「うっとうしいほど楽しいダンス」と評された。バカバカしさと衝撃と不条理の詰め合わせと評する記事もある。
2020年3月、ユーロビジョンソングコンテスト2020へのロシア代表になることを発表、シングル「Uno」の演奏を予定していた。しかし、2020年3月18日、COVID-19のパンデミックにより、イベントはキャンセルされた。
2021年3月1日、創設メンバーのアンナ・カストの死去がインスタグラムにて公表された。
彼女の死因は不明であるが、チャンネル・ファイブTVによるインタビューにて酷い腰痛を訴えていたことがわかった。
"Little happiness"の愛称で親しまれていた。
同月8日、シングル「Sex Machine」とビデオ「UNO」をリリース。同日、ユーロビジョン・ソング・コンテスト2021に参加しないことを発表した。
同年11月24日、ビデオ「“LITTLE BIG NFT SURPRISEN EGG” エピソード 1」をリリースし、バンドがNFTを作成していることを発表。
2022年2月24日のロシアのウクライナ侵攻以降、メンバーのイリヤ・プルシーキンとソーニャ・タユルスカヤは自身のInstagramで反戦の立場を表明していた。その後、6月24日に「Generation Cancellation」のMVをYouTubeにアップロード。動画の概要欄で「戦争は終わっていない。ウクライナでの戦争を止めよう。世界中で戦争を止めよう。誰も戦争を望まない」、プレスリリースでは「ロシアを愛しているが、ウクライナの戦争には完全に反対。さらに、いかなる戦争も容認できないと信じています。私たちはロシア政府の行動を非難し、ロシア軍のプロパガンダにうんざりしたので、すべてを捨てて国を離れることにしました」とコメントした。公式サイトによると、すでにロサンゼルスを拠点としているという。

## 作品

### シングル
| #  | 発表年 | タイトル                                 |
| -- | ------ | ---------------------------------------- |
| 1  | 2013年 | Everyday I'm Drinking                    |
| 2  | 2013年 | We Will Push the Button                  |
| 3  | 2013年 | Russian Gooligans                        |
| 4  | 2013年 | Life in Da trash                         |
| 5  | 2014年 | With Russia from Love                    |
| 6  | 2014年 | Dead Unicorn                             |
| 7  | 2015年 | Kind Inside, Hard Outside                |
| 8  | 2015年 | Give Me Your Money (feat. Tommy Cash)    |
| 9  | 2016年 | U Can Take (feat. Tatarka)               |
| 10 | 2017年 | Lolly Bomb                               |
| 11 | 2018年 | Слэмятся пацаны (with Ruki Vverh!)       |
| 12 | 2019年 | Rave in Peace (In Memory of Keith Flint) |
| 13 | 2019年 | I'm OK                                   |
| 14 | 2019年 | Arriba (with Tatarka feat. Clean Bandit) |
| 15 | 2019年 | Rock-Paper-Scissors                      |
| 16 | 2020年 | Uno                                      |

## 受賞
- ベルリン ミュージック ビデオ アワード2016 - 「Give Me Your Money」「Big Dick」[22]
- ベルリン ミュージック ビデオ アワード2018 - 「Skibidi」[23]
- ベルリン ミュージック ビデオ アワード2020 - 「Go Bananas」[24]